# GSC3614-2039
GSC3614-2039 — хімічно пекулярна зоря спектрального класу A0, що має видиму зоряну величину в смузі V приблизно 10,0.

## Пекулярний хімічний склад
Зоряна атмосфера GSC3614-2039 має підвищений вміст 
Si
.